# Sava nizvodno od Hrušćice
Sava nizvodno od Hrušćice este o arie protejată (sit de importanță comunitară — SCI) din Croația întinsă pe o suprafață de 13.157,32 ha, integral pe uscat.

## Localizare
Centrul sitului Sava nizvodno od Hrušćice este situat la coordonatele 45°06′32″N 17°31′08″E / 45.109°N 17.519°E.

## Înființare
Situl Sava nizvodno od Hrušćice a fost declarat sit de importanță comunitară în iulie 2013 pentru a proteja 13 specii de animale.

## Biodiversitate
Situată în ecoregiunea continentală, aria protejată conține 3 habitate naturale: Lacuri eutrofice naturale cu vegetație de tip Magnopotamion sau Hydrocharition, Râuri cu maluri nămoloase cu vegetație de Chenopodion rubri p.p. și Bidention p.p., Păduri aluvionare cu Alnus glutinosa și Fraxinus excelsior (Alno-Padion, Alnion incanae, Salicion albae).
La baza desemnării sitului se află mai multe specii protejate:
- nevertebrate (2): Ophiogomphus cecilia, Unio crassus
- pești (11): obleț mare (Alburnus sarmaticus), avat (Aspius aspius), Cobitis elongata, Cobitis elongatoides, Eudontomyzon vladykovi, răspăr (Gymnocephalus schraetzer), boarță (Rhodeus amarus), porcușor de șes (Romanogobio vladykovi), babușcă de tur (Rutilus virgo), fusar (Zingel streber), pietrar (Zingel zingel)

Pe lângă speciile protejate, pe teritoriul sitului au mai fost identificate 2 specii de plante, 2 specii de pești.